# Jambski enajsterec
Jambski enajsterec je oblika verza (ritem), ki vsebuje 11 zlogov, pri čemer se izmenjujeta nepoudarjen in poudarjen zlog, torej:
U-U-U-U-U-U  oziroma 01010101010 
Znak U oziroma 0 pomenita nepoudarjen zlog, znak - oziroma 1 pa poudarjen zlog

## Primer
Zgled iz  Prešernovega Sonetnega venca:
Ran mojih bo spomin in tvoje hvale

glasil Slovencem se prihodnje čase,

ko mi na zgodnjem grobu mah porase,

v njem zdanje bodo bolečine spale.